# Forges et ateliers de constructions électriques de Jeumont
Die Société des forges et ateliers de constructions électriques de Jeumont, abgekürzt FACEJ, kurz Jeumont genannt, ist ein ehemaliges französisches Elektrotechnik-Unternehmen. 

## Geschichte

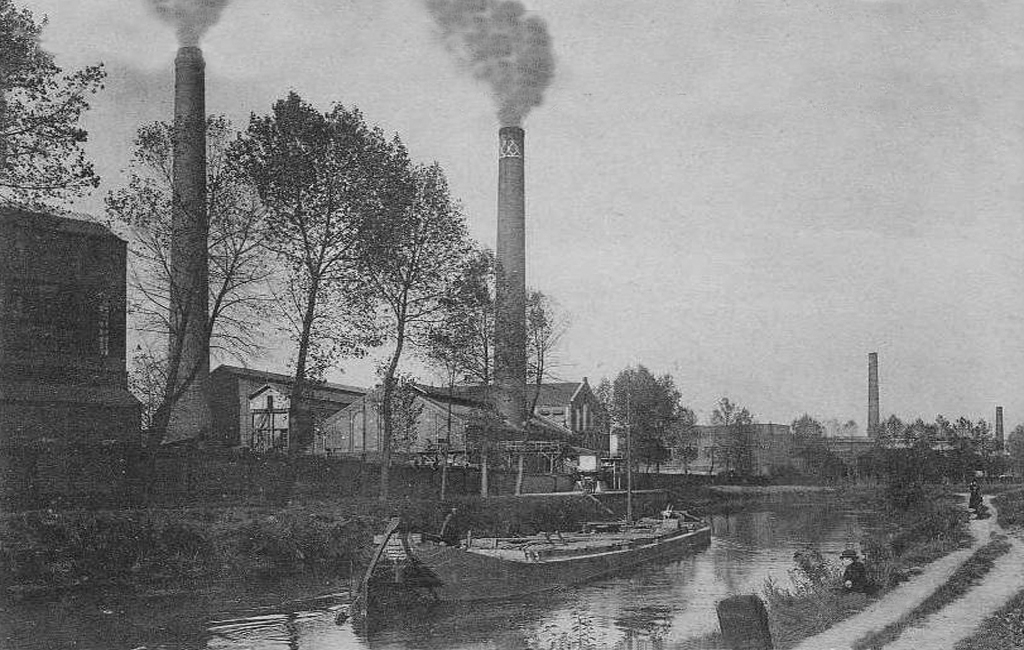
Fabrik der ACENE in Jeumont

### Vorgängerfirmen
Électricité et Hydraulique (E&H), Werk Jeumont
Im Jahre 1898 errichtet der belgische Unternehmer Julien Dulait im französischen Jeumont nahe der Grenze zu Belgien eine Zweigwerkstätte der in Charleroi ansässigen Électricité et Hydraulique (E&H) zum Umgehen der Importzölle bei Lieferungen nach Frankreich. Die Fabrik war spezialisiert auf den Bau von elektrisch betriebenen Winden zum Treideln von Kanalbooten, später auch von Treidellokomotiven für Treidelbahnen und Straßenbahnmotoren. 
Société parisienne pour l’industrie des chemins de fer et des tramways électriques (SPIE), Werk Jeumont
1904 wurde das Werk vom Baron Empain aufgekauft und in die Société parisienne pour l’industrie des chemins de fer et des tramways électriques (SPIE) integriert, welche die elektrische Ausrüstung für die ersten Pariser U-Bahnstrecken lieferte. In Jeumont entstand in dieser Zeit auch eine Kabelfabrik und ein Kraftwerk, das die Industrie in der Umgebung mit Strom versorgte. 
Ateliers de constructions électriques du Nord et de l’Est (ACENE)
1906 wurde das Werk wieder aus SPIE ausgegliedert und wurde zu den Ateliers de constructions électriques du Nord et de l’Est (ACENE).  

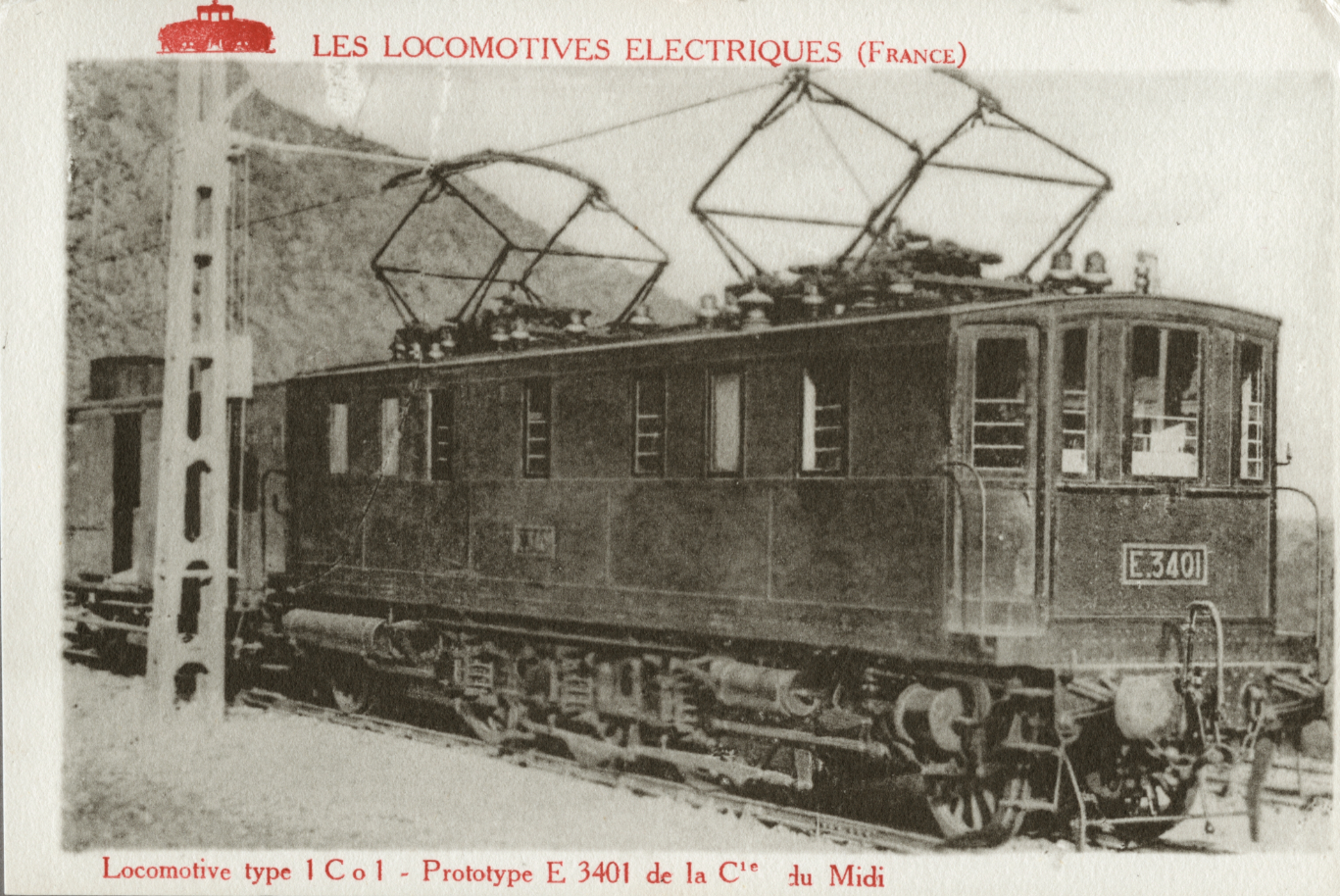
Elektrolokomotive Midi E 3401

In den 1910er-Jahren baute Jeumont mit der E 3401 die erste Elektrolokomotive für eine Normalspurbahn. Sie war für den Versuchsbetrieb Perpignan–Villefranche der Compagnie des chemins de fer du Midi bestimmt. 
Das Werk belegte 1911 eine Fläche von 12 Hektar und bestand aus vier Abteilungen: der Elektrowerkstatt, der Gießerei, dem Kabelwerk und dem Kraftwerk. ACNE entwickelt sich zu einem bedeutenden Hersteller von elektrischen Großgeräten, hauptsächlich Turbogeneratoren und Elektromotoren. Während des Ersten Weltkrieges befand sich das Stammwerk in Jeumont im besetzten Gebiet, weshalb in der Region Paris neue Werke gebaut wurden. Weitere Werke befanden sich auch in Levallois, in La Plaine-Saint-Denis, Nanterre und Reims. Nach dem Krieg konnte das Werk in Jeumont wieder aufgebaut werden und wurde dadurch auch modernisiert.

### Gründung und Auflösung
Die Ateliers de constructions électriques du Nord et de l’Est schlossen sich 1921 mit den Forges de Longueville, ebenfalls im Besitz von Empain, zur Société des forges et ateliers de constructions électriques de Jeumont zusammen. Mit den Forges de Longueville wurde die Kompetenz für den Kessel- und Stahlbau in das Unternehmen eingebracht. In der Zwischenkriegszeit begann das Unternehmen dank der allgemeinen Einführung der elektrischen Energie zu florieren. Das Werk wurde ausgebaut – 1925 und in den Jahren 1933 bis 1935 werden um die zehn neue Werkhallen gebaut, ebenso entstanden eine Lehrwerkstatt, Labors und Wohnungen für die leitenden Angestellten. Jeumont besaß Patente auf Schleifringläufermotoren, sodass drehzahlgeregelte Antriebe für verschiedene Anwendungen gebaut werden konnten. Dazu gehörten Antriebe für Walzwerke, Bergbaugeräte und Krananlagen. Es kamen auch Doppelt gespeiste Asynchronmaschinen mit Hintermaschinen zur Anwendung. Der Zweite Weltkrieg beeinträchtigte die Aktivitäten von Jeumont kaum. Nach dem Krieg entwickelte sich der Standort durch den Bau von weiteren Hallen. 1964 fusionierte Jeumont mit Le Matériel électrique Schneider-Westinghouse (SW) und wurde zu Jeumont-Schneider.